# Beatriz Sanchís
Beatriz Sanchís (Valencia, 1976) es una directora de cine y guionista española.

## Trayectoria
Sanchís se graduó en Comunicación Audiovisual por la Universidad de Valencia y la Sorbonne Nouvelle (Paris III).
Inició su carrera cinematográfica realizando cortometrajes y piezas de videoarte mientras estudiaba. En 2014 debuta en el largometraje con Todos están muertos, película que cuenta la historia de Lupe (Elena Anaya), una madre deprimida que se pasa el día entero en bata y zapatillas. Presa de una brutal agorafobia, nadie diría que en los 80 fue una estrella del rock. Con este título logró más de cuarenta premios, una nominación al Premio Goya y presencia en festivales de cine internacionales como el Festival Internacional de Cine de Berlín (la Berlinale), en Alemania, y el Festival Internacional de Cine de Montreal (Montreal World Film Festival) en Canadá. En la edición de 2014 del Festival de Málaga Cine en Español, Todos están muertos sumó cinco biznagas de plata: Mejor Actriz (Elena Anaya), Premio Especial del Jurado, Premio Especial del Jurado Joven Universidad de Málaga y Mejor Banda Sonora Original.
En 2017 y 2018, Sanchís compagina su carrera cinematográfica con la dirección de spots para campañas de publicidad a través de la productora UserT38.

## Filmografía

### Directora
- La Clase (2008)
- Mi otra mitad (2010)
- Todos están muertos (2014)
- The gigantes (2021)

### Guionista
- Todos están muertos (2014)
- Mi otra mitad (2010)p

## Premios
Premios que ha obtenido por Todos están muertos:
- 2014: Festival de cine de Málaga (Andalucía, España). Cinco biznagas de plata: Mejor Actriz (Elena Anaya), Premio Especial del Jurado, Premio Especial del Jurado Joven Universidad de Málaga y Mejor Banda Sonora Original.
- 2014: Festival internacional de Cine Guanajuato (México). Mejor Ópera Prima.
- 2014: Premios de la Unión de Actores (España). Premio Mejor Actriz Principal.

## Nominaciones
Las nominaciones logradas por Todos están muertos:
- 2015: Premios Goya. Mejor Actriz Principal (Elena Anaya) y Mejor Dirección Novel.
- 2014: Festival de Cine de Montreal. Mejor Ópera Prima.

Cuenta con una nominación por La Clase:
- 2009: Premios Goya. Mejor cortometraje documental